# 조주한
조주한(1989년 6월 7일 ~ )은 대한민국의 뮤지컬 배우다.

## 방송
- 조선판스타 (2021) - Top12(8위)
- 불타는 트롯맨 (2022) - Top55
- 브이에스 (2023) - Top29
- 렛츠고 파크골프(Let's Go ParkGolf) (2024 ~ )
- 6시 내고향 (2024 ~ )

## 공연
- 미스터쇼 (2015)
- 국립극장 마당놀이 <춘향이 온다> (2015)
- 그날들 (2016)
- 뮤지컬 <서편제> (2017)

## 영화
- 부라더 (2017)
- 명당 (2018)
- 극한직업 (2019)
- 정직한 후보 (2020)
- 차인표 (2021)

## 음반
- 조선판스타 Part.1 (2021)